# St. Benedikt (Neuhaus im Solling)

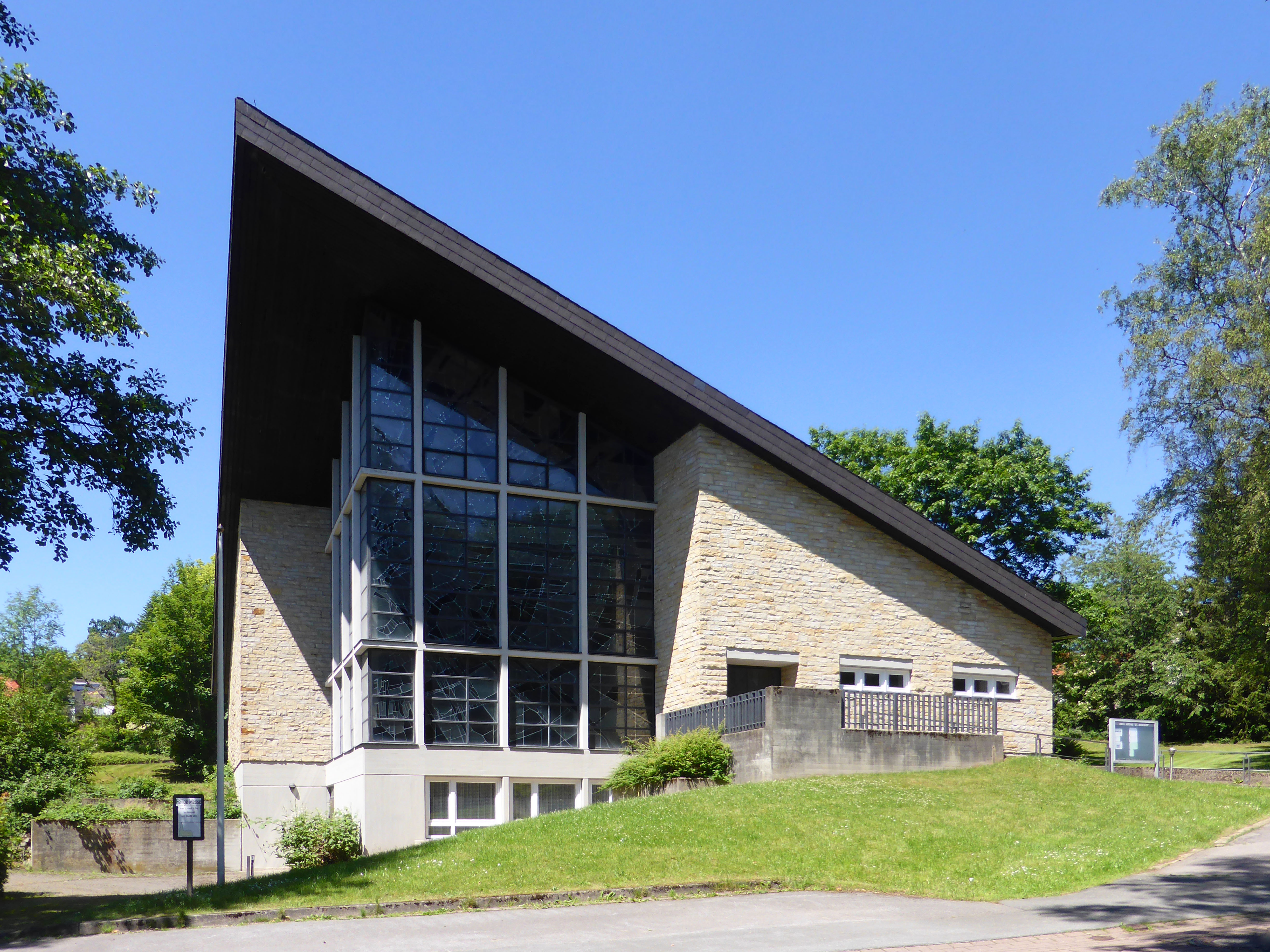
Kirche von Südosten

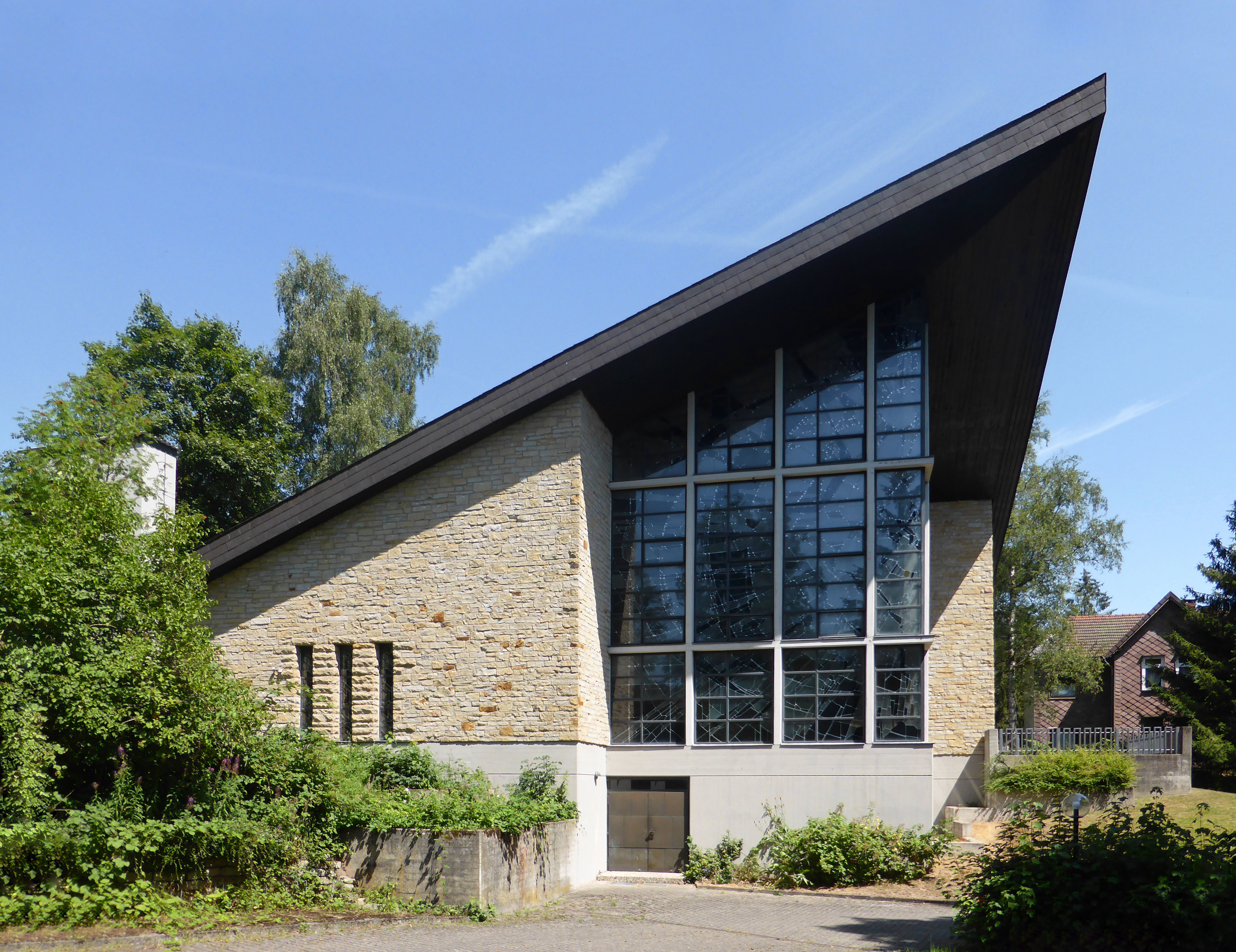
Kirche von Südwesten

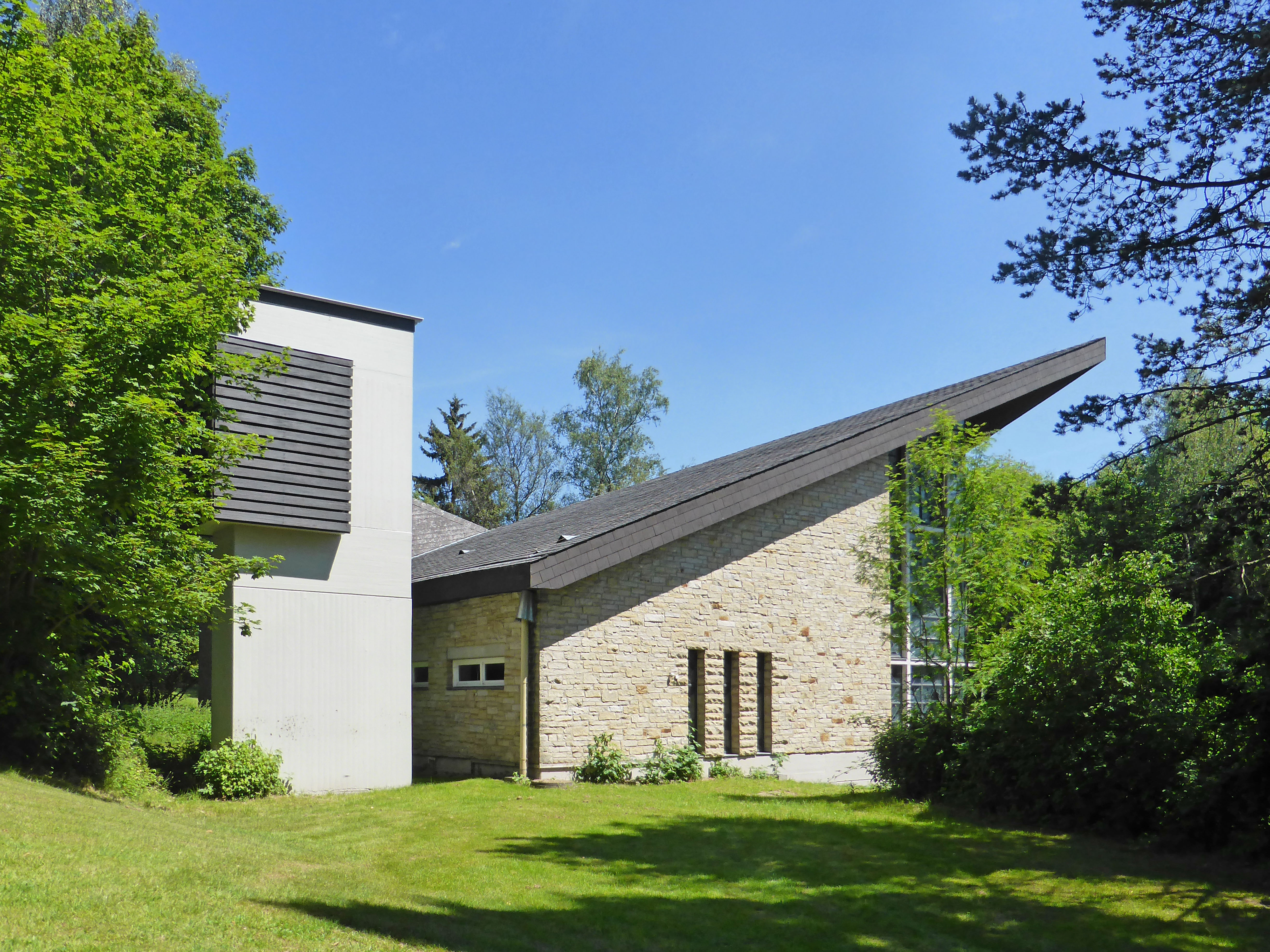
Kirche mit Glockenturm von Westen

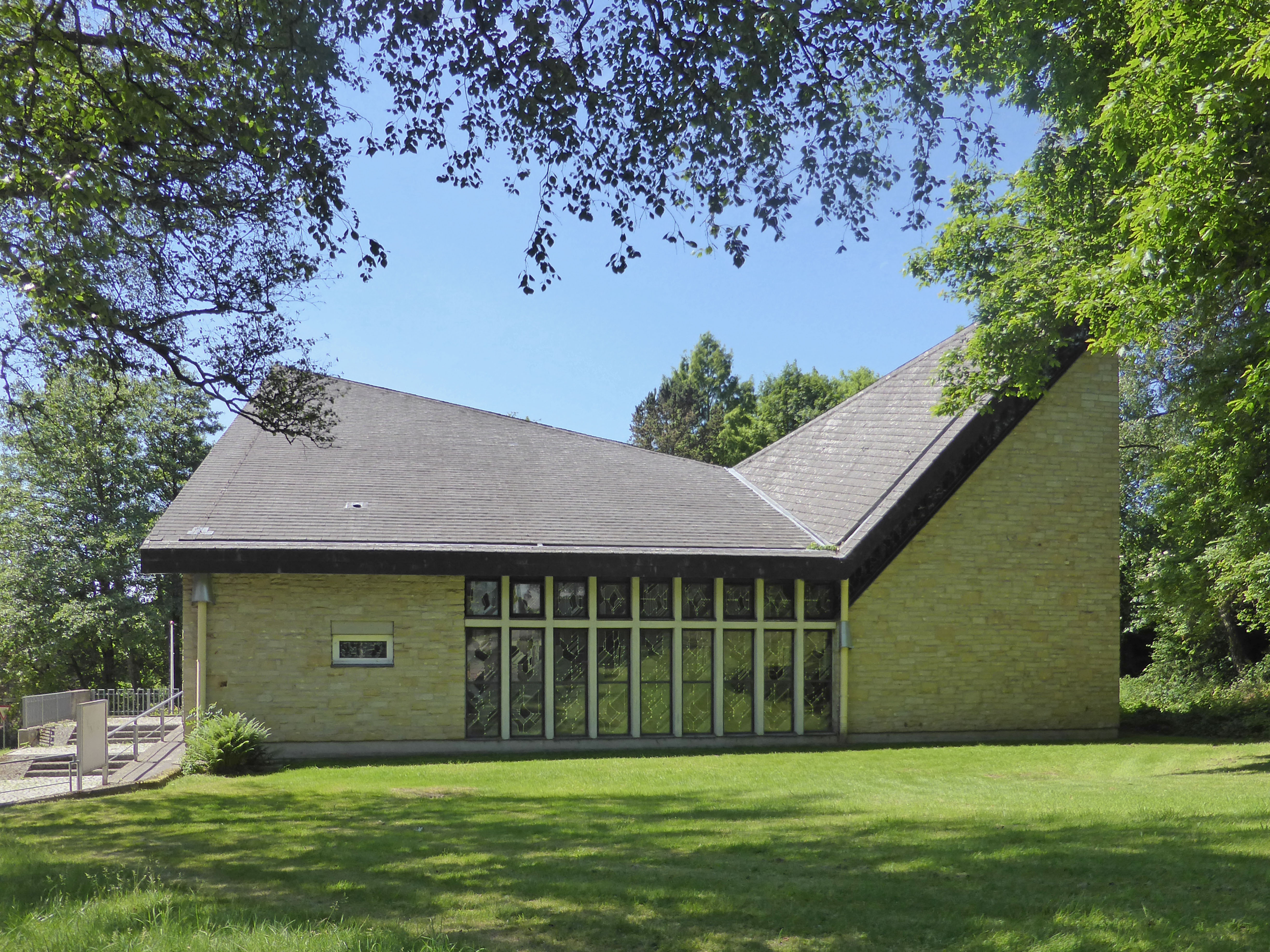
Kirche von Nordosten

Die Kirche Sankt Benedikt ist die römisch-katholische Kirche in Neuhaus im Solling, einem Stadtteil der Kreisstadt Holzminden in Niedersachsen. Das nach dem heiligen Benedikt von Nursia benannte Gotteshaus ist eine Filialkirche der Pfarrei St. Josef in Holzminden, im Dekanat Weserbergland des Bistums Hildesheim.

## Geschichte
Nachdem in der Nachkriegszeit der Tourismus im protestantisch geprägten Neuhaus zunahm, fanden in Neuhaus katholische Gottesdienste in der evangelischen Kapelle statt. Die seelsorgliche Betreuung der Katholiken in Neuhaus erfolgte zunächst durch Geistliche der Pfarrei St. Michael in Dassel. 1962 führten Bemühungen um den Erwerb eines Kirchbauplatzes noch nicht zum Erfolg.
Als 1965 die evangelische Kapelle um einen Anbau erweitert wurde, fanden die katholischen Gottesdienste in der Aula der neuen Schule statt, die erst 1964 eröffnet worden war.
1965 konnte auch das Grundstück für den Kirchbau erworben werden. Auf dem Grundstück stand die ehemalige Schule des Braunschweigischen Neuhaus, die damals bereits nicht mehr in Betrieb war, sondern als Wohnhaus genutzt wurde. Ende 1968 wurde das Schulgebäude abgerissen.
1972 wurde Neuhaus heilklimatischer Kurort, und die Betreuung der Katholiken in Neuhaus wechselte von der Pfarrei Dassel zur Pfarrei Holzminden, die Neuhaus zunächst ex caritate betreute. Heinrich Machens, der spätere Weihbischof des Bistums Hildesheim, war damals Pfarrer und Dechant von Holzminden, und setzte sich sehr für den Bau der Kirche in Neuhaus ein.
1973 entwarf der Architekt Hubert Ohmes die Kirche, im Sommer 1974 wurde mit dem Bau begonnen. Eine feierliche Grundsteinlegung fand nicht statt. Am 1. Juli 1975 schied die Ortschaft Neuhaus aus der Pfarrei Dassel aus und wurde der Pfarrei Holzminden angeschlossen. Die Kirchweihe erfolgte am 29. Mai 1976 durch Bischof Heinrich Maria Janssen. Die Kirche bekam das Patrozinium des heiligen Benedikt von Nursia, zum Nebenpatron wurde der heilige Adalhard.
1976 trat Theodor Hammerschmidt (1912–1988), langjähriger Pfarrer von Uslar, in den Ruhestand und ließ sich einige Monate nach der Kirchweihe in Neuhaus nieder. Er betreute die St. Benedikt-Kirche bis zu seinem Tod im Juni 1988.
1986 bekam der Kirchturm ein Glockengeläut.
Auf Grund zurückgehender Finanzmittel, aber auch der geringer werdenden Zahl von Priestern und Kirchenmitgliedern erfolgte 2009 im Bistum Hildesheim eine Einstufung aller Kirchen nach ihrer künftigen Notwendigkeit. Damals wurde die St.-Benedikt-Kirche als „für die pastorale Entwicklung nicht unbedingt notwendig“ angesehen und zur Schließung vorgesehen, was 2014 wieder revidiert wurde.
Am 1. September 2012 wurden die Dekanate Hameln-Holzminden, zu der die St.-Benedikt-Kirche gehörte, und Bückeburg zum heutigen Dekanat Weserbergland vereinigt.

## Architektur
Die nach Norden ausgerichtete Kirche steht direkt an der Bundesstraße 497, an der Einmündung der Straße Am Roten Wasser, auf dem Grundstück Am Langenberg 4. Sie entstand nach Plänen des Architekten Hubert Ohmes aus Hildesheim.
An der großzügig verglasten Südspitze der Kirche befindet sich in deren Untergeschoss der Gemeindesaal, unter der Nordspitze der Kirche der Altarraum und der Tabernakel. Das aus Stahlbeton errichtete Kirchengebäude ist mit Obernkirchener Sandstein verblendet.
Der freistehende Glockenturm ist aus Sichtbeton ausgeführt. Die drei Bronzeglocken, die von der Glockengießerei Petit & Gebr. Edelbrock gegossen wurden, tragen die Namen Maria, Benedikt und Georg und wurden 1986 geweiht. Die Glocken spendete ein Ehepaar aus Neuhaus, dessen Mann den Namen Georg trug, so dass aus Dankbarkeit die kleinste Glocke nach seinem Namenspatron benannt wurde.
Die Kirche wird durch ein Portal an der Südostseite erschlossen. Die Buntglasfenster schuf der Künstler Albert Reinker (1926–2014) aus Everswinkel im Jahr 1976. Die künstlerische Gestaltung des Innenraumes lag in den Händen von Hanns Joachim Klug. Das Kruzifix über dem Altar wird auf das 18. Jahrhundert datiert, seine Herkunft ist nicht mehr bekannt. Ein Relief von Hanns Joachim Klug erinnert an den heiligen Adalhard, den Nebenpatron der Kirche. Den Kreuzweg bekam die Kirche 1979, er ist ein Werk der Ordensschwester Olympias Häußler aus der Abtei Herstelle. Viele Goldschmiedearbeiten sind Werke des Wolfsburger Goldschmiedemeisters Raimund Lange (1928–2006).